# Капин (Параиба)
Капин (порт. Capim) — муниципалитет в Бразилии. входит в штат Параиба. Составная часть мезорегиона Зона-да-Мата-Параибана. Входит в экономико-статистический микрорегион Литорал-Норти, который входит в Зона-да-Мата-Параибана. Население составляет 6441 человек на 2016 год. Занимает площадь 78,786 км². Плотность населения — 71,65 чел./км².

## Статистика
- Валовой внутренний продукт на 2014 год составляет 45 267 000,00 реалов (данные: Бразильский институт географии и статистики)[1].
- Валовой внутренний продукт на душу населения на 2014 год составляет 7294,11 реалов (данные: Бразильский институт географии и статистики)[1].
- Индекс человеческого развития на 2010 год составляет 0,533 (данные: Программа развития ООН)[2].